# Ouragan Stan
L’ouragan Stan fut la dix-huitième tempête tropicale et le dixième cyclone tropical de la saison cyclonique 2005 (3, 4 et 5 octobre) situé dans l'Atlantique. C'était une tempête de faible intensité (ouragan de catégorie 1) qui causa pourtant de graves inondations et des coulées de boue en Amérique centrale et dans le sud du Mexique. Ce fut le second système tropical à porter un nom commençant par S, après la tempête tropicale Sébastien en 1995.

## Chronologie
Une onde tropicale, en provenance des côtes africaines se forma le 17 septembre 2005 et s'organisa en dépression tropicale le 1er octobre en atteignant l'ouest de la Mer des Caraïbes. Au large de la péninsule du Yucatán, elle devint l'ouragan Stan le 2 octobre.
Stan redevint dépression tropicale en touchant les terres du Yucatán, mais reprit de la force en traversant la baie de Campêche. Il toucha à nouveau les côtes en cyclone de catégorie 1 au sud de Veracruz, puis faiblit de nouveau dans l'après-midi du 4 octobre.

## Bilan

### Guatemala
Il y eut de nombreux disparus, de nombreux glissements de terrain, des villages sans moyens de communication avec le reste du pays. On compta 178 000 sinistrés et 51 000 personnes hébergées dans des centres d'accueil. La coordination nationale pour les catastrophes naturelles recensait 38 000 sinistrés et 16 400 personnes déplacées et hébergées dans des centres d'urgence. Le 9 octobre 2005, l'AFP annonçait la disparition de 1 400 personnes dans les villages de Tzanchaj et Panajab, à l'ouest de la ville de Guatemala, emportés par des coulées de boue et de pierres. Ces disparus risquent d'alourdir la liste des morts, qui s'élevait à 500. Le président conservateur Óscar Berger déclare que « ce n’est pas si grave, les gens pauvres sont habitués à vivre ainsi ».

### Mexique
Plus de 200 000 sinistrés ont été recensés. La rivière Suchiate, qui sépare le pays du Guatemala, sortit de son lit et inonda la ville-frontière de Tapachula (300 000 habitants), qui fut coupée du Guatemala depuis que les ponts furent emportés par la rivière en crue. Plus de deux millions de personnes ont été affectées dans sept états du sud du pays.

### Honduras
Il y eut 7 victimes au Honduras. Environ 2 500 maisons ont été détruites dans la ville de Nacaome, la rivière sortant de son lit.

### Salvador
L'éruption du volcan Santa Ana le 1er octobre aggrava la situation. En outre, le ministre de l'Intérieur annonçait que 75 % du pays était exposé à un risque de glissement de terrain, car le sous-sol restait fragmenté et peu stable depuis les puissants tremblements de terre de janvier et février 2001. Vendredi 7 octobre, un séisme de 6,2 sur l'échelle de Richter provoquait la panique d'une population déjà traumatisée.
L'état d'urgence fut déclaré. La distribution de l'aide fut possible mais le sud-est du pays, au bord de la rivière Lempa, demeurait inondé. On compta 40 637 sinistrés et 62 000 évacués.